# Sportjahr 1963
Liste der Sportjahre

◄◄ | ◄ | 1959 | 1960 | 1961 | 1962 | Sportjahr 1963 | 1964 | 1965 | 1966 | 1967 | ► | ►►

Weitere Ereignisse

## Badminton
Höhepunkte des Badmintonjahres 1963 waren der Uber Cup 1963 sowie die All England, die Irish Open, die Scottish Open, die German Open, die Dutch Open und die French Open. 

### Internationale Veranstaltungen
| Veranstaltung | Herreneinzel  | Dameneinzel  | Herrendoppel                           | Damendoppel                    | Mixed                               |
| ------------- | ------------- | ------------ | -------------------------------------- | ------------------------------ | ----------------------------------- |
| All England   | Erland Kops   | Judy Hashman | Finn Kobberø Jørgen Hammergaard Hansen | Judy Hashman Sue Devlin Peard  | Finn Kobberø Ulla Rasmussen         |
| French Open   | Lee Kin Tat   | Irmgard Latz | Heinz Honegger Torkild Nielsen         | Irmgard Latz Imre Rietveld     | C. Harvey Janet Brennan             |
| German Open   | Erland Kops   | Judy Hashman | Erland Kops Poul-Erik Nielsen          | Karin Jørgensen Ulla Rasmussen | Poul-Erik Nielsen Kirsten Thorndahl |
| Malaysia Open | Yew Cheng Hoe | Tan Gaik Bee | Tan Yee Khan Ng Boon Bee               | Tan Gaik Bee Ng Mei Ling       | Eddy Choong Tan Gaik Bee            |
| Swedish Open  | Erland Kops   | Ursula Smith | Henning Borch Knud Aage Nielsen        | Karin Jørgensen Ulla Rasmussen | Poul-Erik Nielsen Ulla Rasmussen    |

## Basketball

### Internationale Basketballveranstaltungen
- Brasilien wird bei der Basketball-Weltmeisterschaft in Rio de Janeiro im Finale gegen Jugoslawien mit 90:71 Basketballweltmeister.
- Die Sowjetunion wird bei der Basketball-Europameisterschaft 1963 in Breslau vor Polen Europameister.

### Nationale Basketballmeisterschaften
- Die Boston Celtics gewinnen die Finalspiele der NBA mit 4:2 gegen die Los Angeles Lakers.
- Alemannia Aachen wird Deutscher Basketballmeister bei den Herren und der Heidelberger TV 1846 bei den Damen.

## Boxen
- 22. Juli: Sonny Liston wird in Las Vegas Schwergewichtsweltmeister nach K. o. in der 1. Runde gegen Floyd Patterson.

## Fechten
- Fechtweltmeisterschaften 1963

## Fußball

### Internationale Fußballveranstaltungen
- 15. Mai: Tottenham Hotspur gewinnt in Rotterdam den Europapokal der Pokalsieger 1962/63 mit 5:1 gegen Atlético Madrid.
- 22. Mai: Der AC Mailand gewinnt im Londoner Wembley-Stadion den Europapokal der Landesmeister 1962/63 mit 2:1 gegen Benfica Lissabon.

### Nationale Fußballmeisterschaften
- 29. Juni: Das Endspiel um die deutsche Fußballmeisterschaft gewinnt Borussia Dortmund mit 3:1 durch Tore von Kurrat, Wosab und Schmidt gegen den 1. FC Köln in Stuttgart vor 78.000 Zuschauern.
- 14. August: Den DFB-Pokal gewinnt in Hannover der Hamburger SV mit 3:0 gegen Borussia Dortmund in Hannover.
- 24. August: Die Fußball-Bundesliga nimmt nach dem Beschluss des Deutschen Fußball-Bundes vom 28. Juli 1962 in Dortmund zur Saison 1963/64 den Spielbetrieb auf. Bereits nach 58 Sekunden erzielt Friedhelm Konietzka vom Titelverteidiger Borussia Dortmund im Spiel gegen Werder Bremen das erste Bundesliga-Tor.

## Handball
- Feldhandball-Weltmeisterschaft der Männer 1963

## Leichtathletik

### Leichtathletik-Weltrekorde

#### Sprint
- 23. Mai: Henry Carr, USA, läuft die 200 Meter der Männer in 20,3 s.

#### Langstreckenlauf
- 15. Juli: Buddy Edelen, USA, absolviert den Marathonlauf der Männer in 2:14:28 h.
- 15. Oktober: Merry Lepper, USA, läuft den Marathon der Frauen in 3:37:07 h.
- 18. Dezember: Ron Clarke, Australien, läuft die 10.000 Meter der Männer in 28:15,6 min.

#### Hürdenlauf
- 7. September: Gaston Roelants, Belgien, läuft die 3000 Meter Hindernis der Männer in 8:29,6 min.

#### Gehen
- 27. Mai: Irma Hansson, Schweden, geht im 20.000-Meter-Gehen der Frauen in 1:57,3 h.

#### Wurfdisziplinen
- 26. März: Al Oerter, USA, erreicht im Diskuswurf der Männer 62,62 m.
- 3. Juli: Elvīra Ozoliņa, Sowjetunion, erreicht im Speerwurf der Frauen 59,78 m.

#### Sprungdisziplinen
- 27. April: Brian Sternberg, USA, überwindet im Stabhochsprung der Männer 5,00 m.
- 7. Juni: Brian Sternberg, USA, erreicht im Stabhochsprung der Männer 5,08 m.
- 21. Juli: Waleri Brumel, Sowjetunion, springt im Hochsprung der Männer 2,28 m.
- 5. August: John Pennel, USA, erreicht im Stabhochsprung der Männer 5,13 m.
- 24. August: John Pennel, USA, springt im Stabhochsprung der Männer 5,20 m.

## Radsport
- 9. Juni: Franco Balmamion gewinnt den Giro d’Italia 1963.

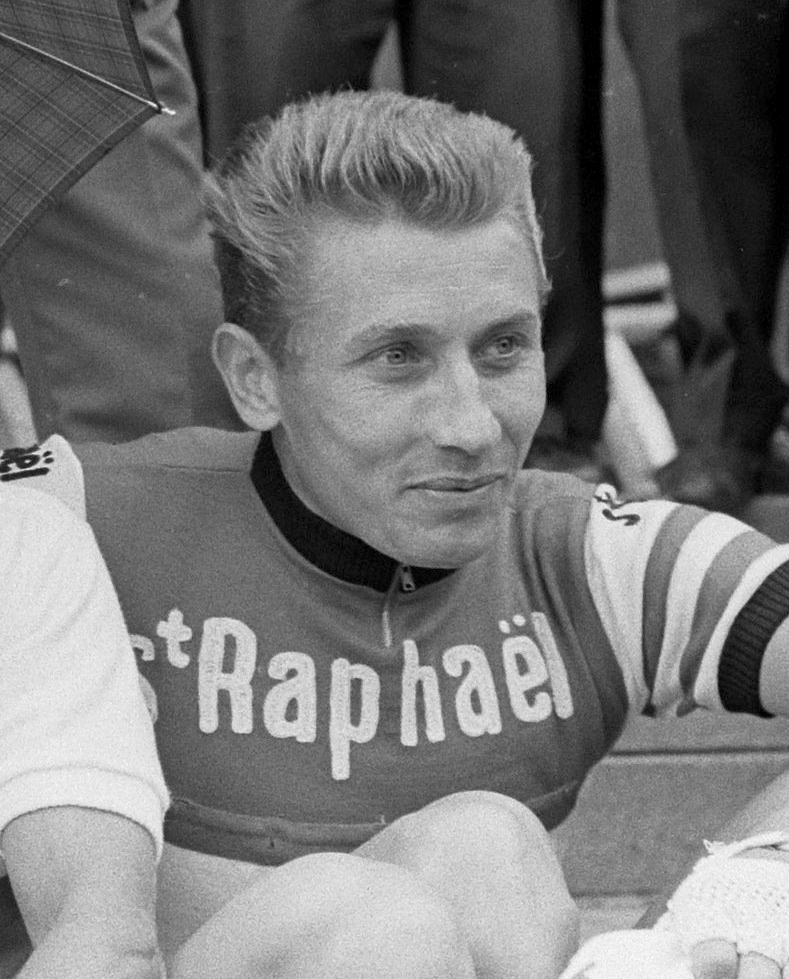
Jacques Anquetil

- 14. Juli: Jacques Anquetil gewinnt die Tour de France 1963.
- UCI-Bahn-Weltmeisterschaften 1963
- UCI-Straßen-Weltmeisterschaften 1963

## Ringen
- Ringer-Weltmeisterschaften 1963

## Schach
- Schachweltmeisterschaft 1963

## Tischtennis
- Tischtennisweltmeisterschaft 1963 5. bis zum 14. April in Prag (ČSR)
- Länderspiele Deutschlands (Freundschaftsspiele)
  - 28. Januar: Nortälje: D. – Schweden 3:5 (Herren)
  - 21. Februar: Pirmasens: D. – Frankreich 5:2 (Herren)
  - 21. Februar: Pirmasens: D. – Frankreich 3:0 (Damen)
  - 20. April: Lörrach: D. – Japan 0:5 (Herren)
  - Mai: München: D. – China 2:5 (Herren)
  - Mai: München: D. – China 0:3 (Damen)
  - 23. Mai: Lübeck: D. – Schweden 3:5 (Herren)
  - 7. Dezember: Saulgau: D. – Österreich 5:1 (Herren)
  - 7. Dezember: Saulgau: D. – Österreich 5:0 (Damen)

## Wintersport

### Skisport
- 6. Januar: Der Norweger Toralf Engan wird Gesamtsieger der Vierschanzentournee 1962/63.
- 3. Februar: Biathlon-Weltmeisterschaft 1963

### Rodel- und Bobsport
- 26./27. Januar: Rennrodel-Weltmeisterschaften 1963
- 28. Januar/11. Februar: Bob-Weltmeisterschaft 1963

### Eissport
- 20. bis 24. Februar: Bandy-Weltmeisterschaft 1963
- 28. Februar bis 3. März: Eiskunstlauf-Weltmeisterschaften 1963
- 7. bis 17. März: Eishockey-Weltmeisterschaft 1963
- Der Scotch Cup 1963 gilt als die fünfte Curling-Weltmeisterschaft. Kanada gewinnt zum fünften Mal in Folge.

## Geboren

### Januar
- 01. Januar: Alberigo Evani, italienischer Fußballspieler und -trainer
- 01. Januar: Lina Kačiušytė, sowjetisch-litauische Schwimmerin
- 02. Januar: Luis d’Antin, spanischer Motorradrennfahrer und Teambesitzer
- 02. Januar: Jelena Walowa, russische Eiskunstläuferin und Olympiasiegerin
- 03. Januar: Anton Schmidkunz, deutscher Fußballspieler
- 03. Januar: Linda Southern-Heathcott, kanadische Springreiterin
- 04. Januar: Ihar Astapkowitsch, belarussischer Hammerwerfer

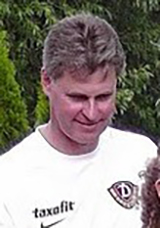
Ralf Loose

- 05. Januar: Ralf Loose, deutscher Fußballtrainer
- 05. Januar: Vitalij Grossmann, deutsch-kasachischer Eishockeyspieler († 2005)
- 06. Januar: Paul Kipkoech, kenianischer Langstreckenläufer († 1995)
- 07. Januar: Georg Arnfinn Andersen, norwegischer Kugelstoßer
- 08. Januar: Daniele Fortunato, italienischer Fußballspieler
- 10. Januar: Kira Iwanowa, russische Eiskunstläuferin († 2001)
- 10. Januar: Normand Léveillé, kanadischer Eishockeyspieler
- 10. Januar: Francesco Panetta, italienischer Leichtathlet
- 11. Januar: Roland Wohlfarth, deutscher Fußballspieler
- 14. Januar: Frank Dahmke, deutscher Handballspieler
- 15. Januar: Rick Nasheim, kanadischer Eishockeyspieler
- 15. Januar: Aleksander Wojtkiewicz, polnisch-US-amerikanischer Schachmeister († 2006)
- 16. Januar: Corb Denneny, kanadischer Eishockeyspieler
- 18. Januar: Juri Sacharewitsch, sowjetisch-russischer Gewichtheber und Olympiasieger
- 19. Januar: Jay Cochran, US-amerikanischer Automobilrennfahrer
- 20. Januar: Sascha Jusufi, deutscher Fußballspieler serbischer Herkunft
- 21. Januar: Detlef Schrempf, deutscher Basketballspieler
- 21. Januar: Bernd Hoffmann, deutscher Sportfunktionär
- 21. Januar: Hakeem Olajuwon, nigerianisch-US-amerikanischer Basketballspieler
- 22. Januar: Marcelo Alexandre, argentinischer Bahnradsportler und Radsporttrainer
- 25. Januar: Bernd Storck, deutscher Fußballspieler und -trainer

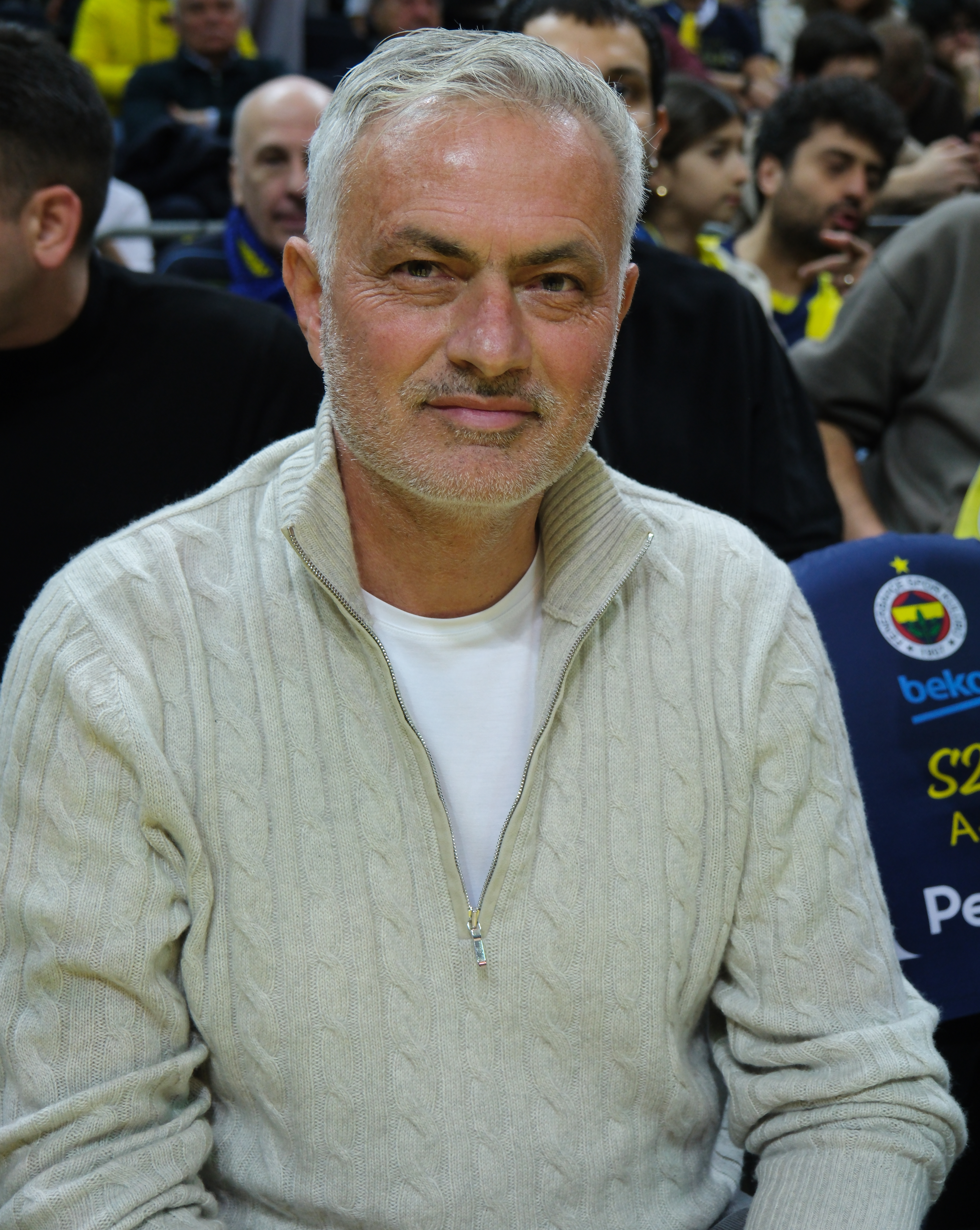
José Mourinho

- 26. Januar: José Mourinho, portugiesischer Fußballtrainer
- 29. Januar: Jens Schumacher, deutscher Fußballspieler
- 31. Januar: Brian Adams, US-amerikanischer Wrestler († 2007)
- 31. Januar: Manuela Di Centa, italienische Skilangläuferin
- 31. Januar: Martin Zawieja, deutscher Gewichtheber

### Februar

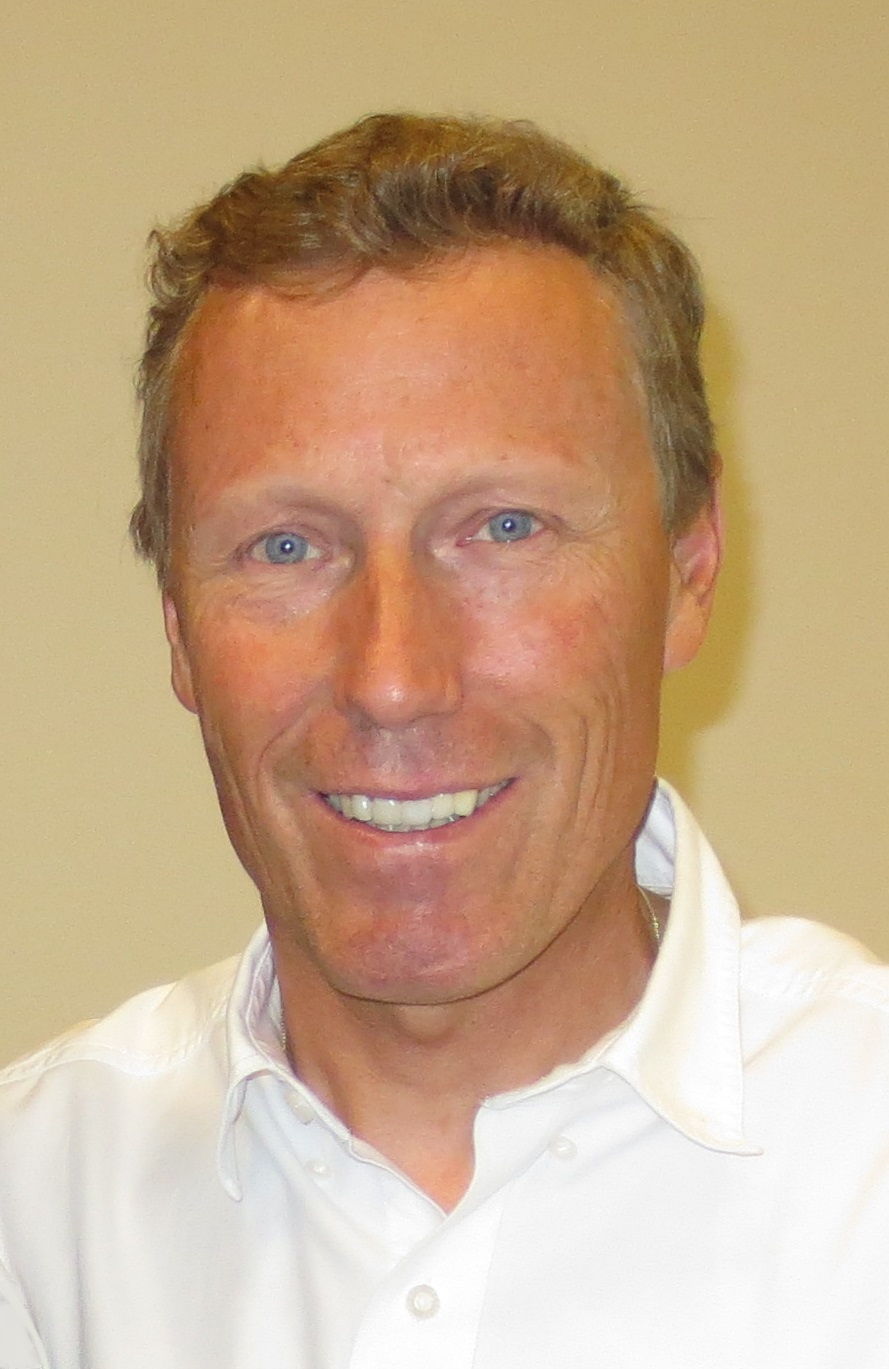
Pirmin Zurbriggen

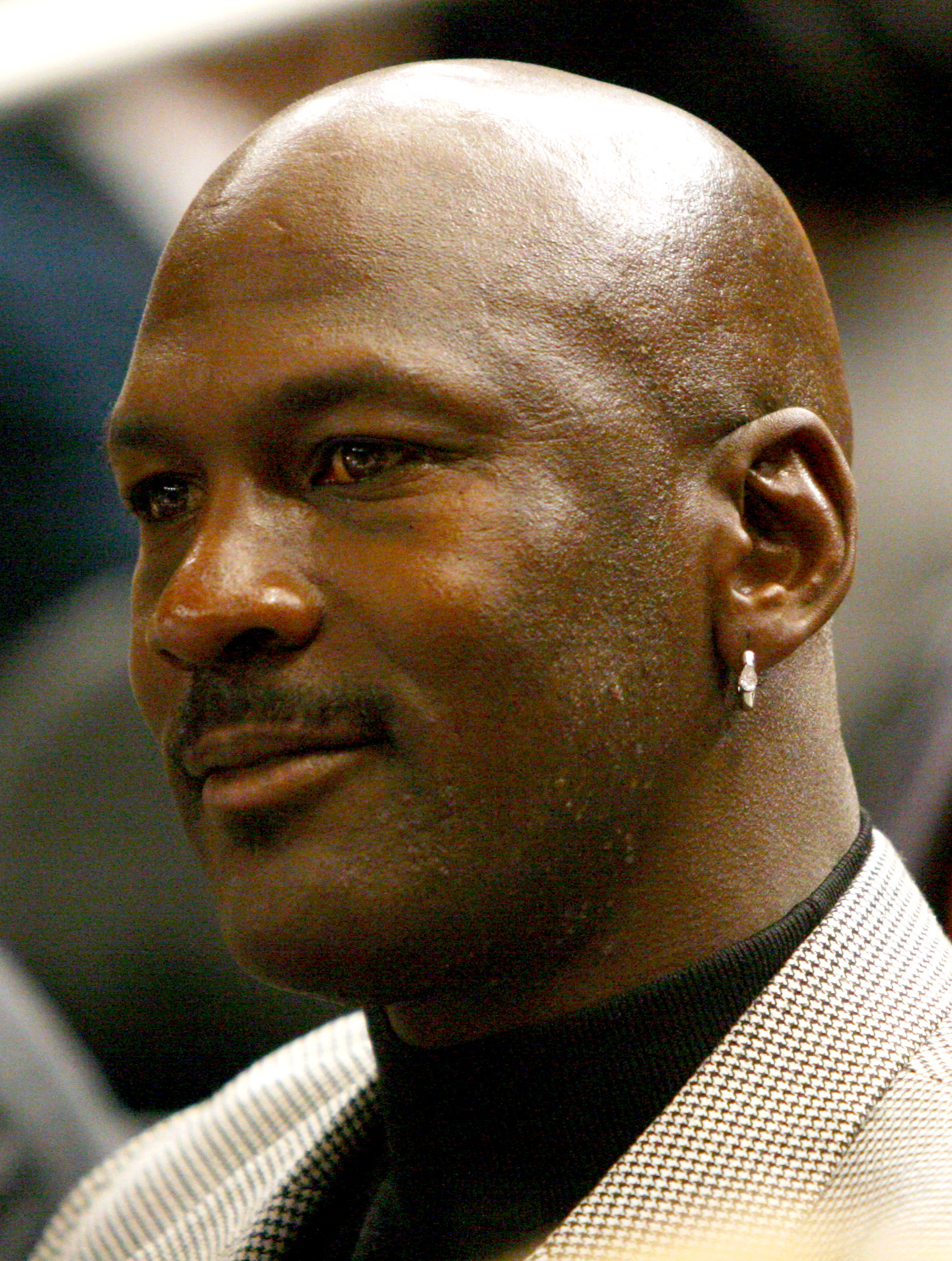
Michael Jordan

- 02. Februar: Ilja Bjakin, russischer Eishockeyspieler und -trainer
- 02. Februar: Karin Dedler, deutsche Skirennläuferin
- 02. Februar: Kjell Dahlin, schwedischer Eishockeyspieler
- 02. Februar: Peter Enders, deutscher Schachspieler († 2025)
- 03. Februar: Jørn Andersen, norwegischer Fußballspieler
- 03. Februar: José Biriukov, spanisch-russischer Basketballspieler
- 04. Februar: Sergei Fokitschew, russischer Eisschnellläufer und Olympiasieger
- 04. Februar: Pirmin Zurbriggen, Schweizer Skirennläufer
- 06. Februar: David Vanole, US-amerikanischer Fußballtorhüter († 2007)
- 08. Februar: Jóhann Hjartarson, isländischer Schachgroßmeister
- 08. Februar: Gene Steratore, US-amerikanischer American-Football-Schiedsrichter
- 09. Februar: Gabriel Tiacoh, ivorischer Sprinter († 1992)
- 10. Februar: Alan McInally, schottischer Fußballspieler
- 11. Februar: Ralf Falkenmayer, deutscher Fußballspieler
- 11. Februar: Dan Osman, US-amerikanischer Extremsportler japanischer Herkunft († 1998)
- 12. Februar: Borislaw Michajlow, bulgarischer Fußballspieler
- 12. Februar: Rüdiger Vollborn, deutscher Fußballspieler
- 17. Februar: Monica Äijä, schwedische Skirennläuferin
- 17. Februar: Michael Jordan, US-amerikanischer Basketballspieler
- 18. Februar: Michel Der Zakarian, französischer Fußballspieler
- 18. Februar: Anders Frisk, schwedischer FIFA-Schiedsrichter
- 20. Februar: Charles Barkley, US-amerikanischer Basketballspieler
- 24. Februar: Dene O’Kane, neuseeländischer Snookerspieler († 2024)
- 24. Februar: Mike Vernon, kanadischer Eishockeytorwart
- 28. Februar: Claudio Chiappucci, italienischer Radrennfahrer

### März
- 01. März: Ron Francis, kanadischer Eishockeyspieler
- 01. März: Ubaldo Righetti, italienischer Fußballspieler
- 04. März: Jean-Marc Manfrin, französischer Radrennfahrer
- 06. März: Koku Ahiaku, togolesischer Radrennfahrer
- 08. März: Júlio César da Silva, brasilianischer Fußballspieler
- 12. März: John Andretti, US-amerikanischer Automobilrennfahrer († 2020)

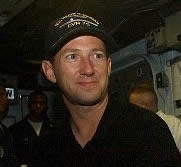
John Andretti

- 12. März: Joaquim Cruz, brasilianischer Leichtathlet
- 12. März: Igor Stelnow, russischer Eishockeyspieler und -trainer († 2009)
- 14. März: Ricardo Peláez, mexikanischer Fußballspieler
- 15. März: Edwin Rosario, puerto-ricanischer Boxer († 1997)
- 16. März: Rüdiger Neitzel, deutscher Handballspieler
- 16. März: Jesús Puras, spanischer Rallyefahrer
- 20. März: Paul Annacone, US-amerikanischer Tennisspieler
- 20. März: Jelena Romanowa, russische Langstreckenläuferin († 2007)
- 20. März: Andreï Sokolov, französischer Schachmeister russischer Herkunft
- 21. März: Ronald Koeman, niederländischer Fußballspieler
- 22. März: Giuseppe Galderisi, italienischer Fußballspieler und -trainer
- 23. März: José Miguel González, spanischer Fußballspieler und -trainer
- 23. März: Ana Fidelia Quirot, kubanische Leichtathletin
- 24. März: Torsten Voss, deutscher Leichtathlet

### April

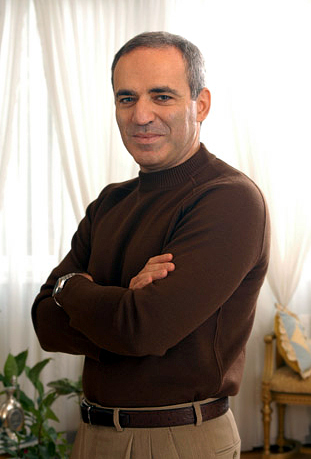
Garri Kasparow

- 03. April: Duanne Moeser, deutscher und kanadischer Eishockeyspieler
- 04. April: Fabrizio Barbazza, italienischer Automobilrennfahrer
- 11. April: Chris Ferguson, US-amerikanischer Pokerspieler
- 12. April: Kerstin Knüpfer, deutsche Handballspielerin
- 12. April: Michael Lynch, australischer Radrennfahrer
- 12. April: Regina Weber, deutsche Gymnastin
- 13. April: Garri Kasparow, russischer Schachspieler
- 14. April: Cynthia Cooper, US-amerikanische Basketballspielerin
- 14. April: Josep Maragues, andorranischer Fußballspieler
- 15. April: Walter Casagrande, brasilianischer Fußballspieler
- 19. April: Wolfgang Steiert, deutscher Skispringer und Skisprungtrainer († 2024)
- 20. April: Anders Daun, schwedischer Skispringer
- 20. April: Maurício Gugelmin, brasilianischer Automobilrennfahrer
- 20. April: Manuel Herreros, spanischer Motorradrennfahrer
- 20. April: Wiktar Kamozki, sowjetisch-belarussischer Skilangläufer
- 21. April: Jens Petersen, deutscher Automobilrennfahrer
- 22. April: Blanca Fernández Ochoa, spanische Skirennläuferin († 2019)
- 23. April: Paul Belmondo, französischer Automobilrennfahrer
- 23. April: Martin Brunner, Schweizer Fußballspieler und Torwarttrainer
- 23. April: Pia Cramling, schwedische Schachspielerin
- 23. April: Robby Naish, US-amerikanischer Windsurfer
- 24. April: Lajos Détári, ungarischer Fußballspieler
- 25. April: Andreas Rettig, deutscher Fußball-Funktionär
- 26. April: Cornelia Ullrich, deutsche Leichtathletin
- 29. April: Jim Benning, kanadischer Eishockeyspieler und Teammanager
- 29. April: Edgar Schmitt, deutscher Fußballspieler
- 29. April: Raúl Servín, mexikanischer Fußballspieler
- 30. April: Jin-Sook Cords, koreanisch-deutsche Tischtennisspielerin

### Mai
- 01. Mai: Philip Ma, hongkong-chinesischer Automobilrennfahrer
- 04. Mai: Martin Schwalb, deutscher Handballspieler und -trainer
- 05. Mai: Alexis Noble, uruguayischer Fußballspieler († 2025)
- 08. Mai: Ralf Kleiminger, deutscher Fußballspieler
- 11. Mai: Mark Breland, US-amerikanischer Boxer
- 11. Mai: Bernd Dankowski, deutscher Radsportfunktionär
- 11. Mai: Mohammad Yousef Kargar, afghanischer Fußballspieler
- 12. Mai: Stefano Modena, italienischer Automobilrennfahrer
- 14. Mai: José Asconeguy, uruguayischer Straßenradrennfahrer
- 14. Mai: Jochen Fraatz, deutscher Handballspieler
- 17. Mai: Luca Cadalora, italienischer Motorradrennfahrer
- 20. Mai: Juan Verzeri, uruguayischer Fußballtrainer
- 21. Mai: Jelena Wodoresowa, russische Eiskunstläuferin
- 24. Mai: Ivan Capelli, italienischer Automobilrennfahrer
- 24. Mai: Joe Dumars, US-amerikanischer Basketballspieler
- 25. Mai: José Enrique Peña, uruguayischer Fußballspieler
- 26. Mai: Hinrich Romeike, deutscher Vielseitigkeitsreiter
- 27. Mai: Maria Walliser, Schweizer Skirennläuferin
- 29. Mai: Ukyō Katayama, japanischer Automobilrennfahrer

### Juni
- 01. Juni: Vital Borkelmans, belgischer Fußballspieler und -trainer
- 01. Juni: Juan Manuel Llop, argentinischer Fußballtrainer
- 04. Juni: Jim Boni, italienischer Eishockeyspieler und Eishockeytrainer
- 05. Juni: Majed Abu Maraheel, palästinensischer Langstreckenläufer und Trainer († 2024)
- 07. Juni: Luca Fusi, italienischer Fußballspieler und -trainer
- 11. Juni: Sandra Schmirler, kanadische Curlerin und Olympiasiegerin († 2000)
- 12. Juni: Philippe Bugalski, französischer Rallyefahrer († 2012)
- 13. Juni: Sergej Ageikin, russischer Eishockeyspieler († 2001)
- 13. Juni: Bettina Bunge, deutsche Tennisspielerin
- 13. Juni: Josef Heiß, deutscher Eishockeyspieler
- 15. Juni: Marina Asjabina, russische Hürdenläuferin
- 18. Juni: Bruce Smith, US-amerikanischer American-Football-Spieler
- 19. Juni: Jean-Paul Cottret, französischer Rallye-Copilot
- 19. Juni: Roswitha Steiner, österreichische Skirennläuferin
- 20. Juni: Matt Anger, US-amerikanischer Tennisspieler
- 20. Juni: José Basualdo, argentinischer Fußballspieler
- 22. Juni: John Tenta, kanadischer Wrestler († 2006)
- 24. Juni: Predrag Radosavljević, serbisch-US-amerikanischer Fußballspieler und -trainer
- 24. Juni: Gennadij Timofejew, russischer Fußballspieler
- 26. Juni: Felipe Ortiz, bolivianischer Automobilrennfahrer
- 30. Juni: Olha Wladykina-Bryshina, ukrainische Sprinterin und Olympiasiegerin

### Juli
- 04. Juli: Ni Xialian, chinesische Tischtennisspielerin
- 10. Juli: Juri Golowschtschikow, sowjetisch-russischer Skispringer
- 10. Juni: Ronan Pensec, französischer Radrennfahrer
- 13. Juli: Spud Webb, US-amerikanischer Basketballspieler
- 14. Juli: Rolando Maran, italienischer Fußballspieler und -trainer
- 14. Juli: Heinz Weis, deutscher Leichtathlet
- 16. Juli: Gustavo Bueno, uruguayischer Fußballspieler und -trainer
- 16. Juli: Armin Schwarz, deutscher Rallyefahrer
- 17. Juli: Matti Nykänen, finnischer Skispringer († 2019)

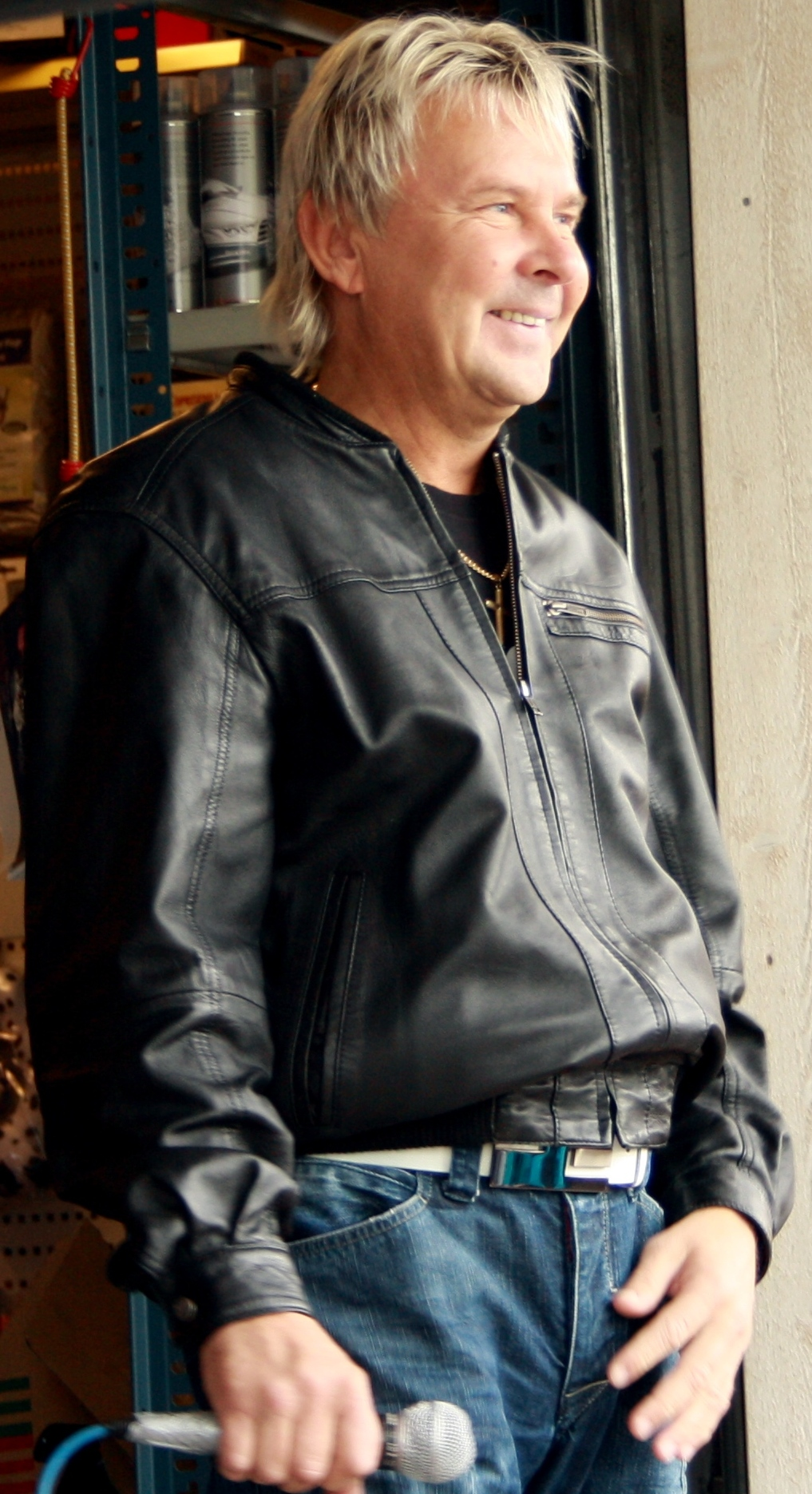
Matti Nykänen

- 18. Juli: Marc Girardelli, luxemburgischer Skirennfahrer
- 18. Juli: Al Snow, US-amerikanischer Wrestler
- 20. Juli: Paula Ivan, rumänische Leichtathletin und Olympiasiegerin
- 20. Juli: Alexander Schulin, russischer Eiskunstläufer
- 22. Juli: Emilio Butragueño, spanischer Fußballspieler
- 22. Juli: Ian Gray, australischer Fußballspieler († 2010)
- 22. Juli: Hokutoumi Nobuyoshi, japanischer Sumo-Ringer
- 23. Juli: Slobodan Živojinović, jugoslawischer Tennisspieler
- 24. Juli: Karl Malone, US-amerikanischer Basketballspieler
- 27. Juli: Heini Baumgartner, Schweizer Freestyle-Skier
- 29. Juli: Patty Dodd, US-amerikanische Volleyball- und Beachvolleyballspielerin kolumbianischer Herkunft
- 30. Juli: Chris Mullin, US-amerikanischer Basketballspieler

### August
- 02. August: Andreas Dörhöfer, deutscher Handballspieler
- 02. August: Uğur Tütüneker, türkischer Fußballspieler und -trainer
- 03. August: Graham Arnold, australischer Fußballspieler
- 03. August: Giovanni Francini, italienischer Fußballspieler
- 04. August: Holger Schneider, deutscher Handballspieler und -trainer
- 07. August: Bahne Rabe, deutscher Ruderer († 2001)
- 08. August: Masahiko Kageyama, japanischer Automobilrennfahrer
- 08. August: Ihar Lapschyn, belarussischer Dreispringer
- 09. August: Maria Manuela Machado, portugiesische Langstreckenläuferin
- 09. August: Alain Menu, Schweizer Rennfahrer
- 12. August: Futahaguro Kōji, japanischer Sumo-Ringer und 60. Yokozuna († 2019)
- 12. August: Susanne Wenzel, deutsche Tischtennisspielerin
- 16. August: Larry Nassar, US-amerikanischer Arzt und Serien-Sexualstraftäter
- 16. August: Marilena Vlădărău, rumänische Kunstturnerin
- 17. August: Jon Gruden, US-amerikanischer American-Football-Trainer
- 17. August: Maritza Martén, kubanische Diskuswerferin und Olympiasiegerin 1992
- 18. August: Luiz Mattar, brasilianischer Tennisspieler
- 20. August: Riccardo Ferri, italienischer Fußballspieler
- 21. August: Michael Krieter, deutscher Handballspieler
- 24. August: Peter Rufai, nigerianischer Fußballtorhüter († 2025)
- 25. August: Roberto Mussi, italienischer Fußballspieler
- 25. August: Avi Ran, israelischer Fußballspieler († 1987)
- 26. August: Ludger Beerbaum, deutscher Springreiter
- 26. August: Walerij Schyrjajew, schweizerisch-ukrainischer Eishockeyspieler und -trainer
- 28. August: Regina Jacobs, US-amerikanische Mittel- und Langstreckenläuferin
- 30. August: Gerardo Miranda, uruguayischer Fußballspieler

### September
- 01. September: Rich Chernomaz, kanadischer Eishockeyspieler und -trainer
- 04. September: Luigino Pagotto, italienischer Automobilrennfahrer
- 04. September: John Vanbiesbrouck, amerikanischer Eishockeyspieler
- 08. September: Herbert Waas, deutscher Fußballspieler
- 09. September: Leslie Thompson, US-amerikanische Skilangläuferin

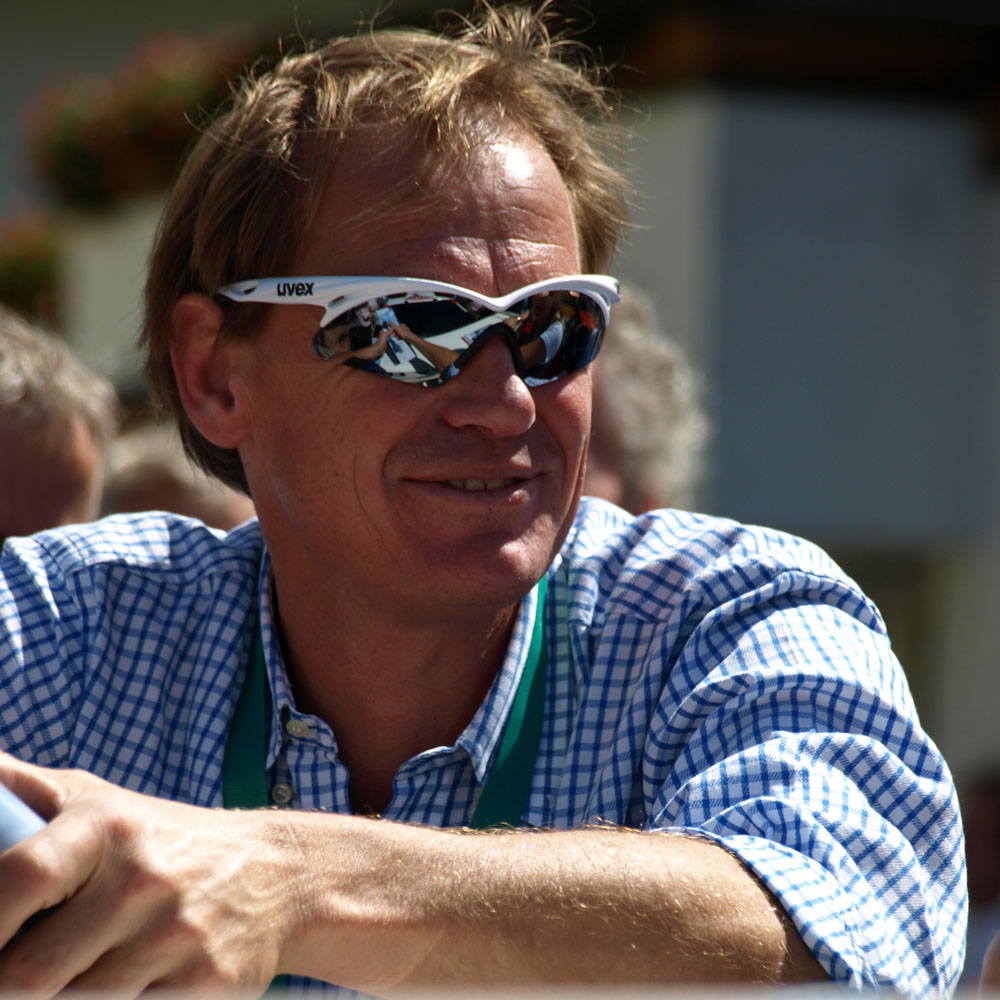
Markus Wasmeier

- 09. September: Markus Wasmeier, deutscher Skirennläufer
- 11. September: Jorge Guardiola, spanischer Sportschütze
- 11. September: Donato Sabia, italienischer Leichtathlet († 2020)
- 12. September: Larissa Selesnjowa, russische Eiskunstläuferin
- 13. September: Phillip Dutton, australischer Vielseitigkeitsreiter
- 18. September: Heiko Peschke, deutscher Fußballspieler
- 19. September: David Seaman, englischer Fußballspieler
- 20. September: Udo Mark, deutscher Motorradrennfahrer
- 22. September: Phillip McCallen, britischer Motorradrennfahrer
- 23. September: Jurij Koschelenko, russischer Extrembergsteiger
- 24. September: Maike Arlt, deutsche Volleyballspielerin
- 29. September: Dave Andreychuk, kanadischer Eishockeyspieler

### Oktober
- 01. Oktober: Jean-Denis Delétraz, Schweizer Automobilrennfahrer
- 02. Oktober: Tony Agana, englischer Fußballspieler
- 06. Oktober: Sven Andersson, schwedischer Fußballspieler
- 07. Oktober: Tatjana Alexejewa, russische Sprinterin
- 08. Oktober: Marie-Andrée Masson, kanadische Skilangläuferin
- 09. Oktober: Martin Adomeit, deutscher Tischtennistrainer
- 09. Oktober: Brigitte Gadient, Schweizer Skirennläuferin
- 09. Oktober: Roland Marcenaro, uruguayischer Fußballtrainer und -spieler
- 10. Oktober: Leif Andersson, deutscher Volleyballspieler
- 10. Oktober: Vegard Ulvang, norwegischer Skilangläufer
- 12. Oktober: Raimond Aumann, deutscher Fußballspieler
- 16. Oktober: Thomas König, deutscher Handballspieler und -trainer
- 19. Oktober: Christian Hochstätter, deutscher Fußballspieler
- 21. Oktober: Mark Christiansen, dänischer Badmintonspieler
- 22. Oktober: Brian Boitano, kalifornischer Eiskunstläufer
- 24. Oktober: Volker Diehl, deutscher Radrennfahrer († 2022)
- 26. Oktober: Theresia Kiesl, österreichische Leichtathletin
- 26. Oktober: José Luis Zalazar, uruguayischer Fußballspieler
- 30. Oktober: Thomas Erdos, brasilianischer Automobilrennfahrer
- 30. Oktober: Gilberto Milos, brasilianischer Schachspieler
- 30. Oktober: Andrea Stolletz, deutsche Handballtorhüterin

### November
- 01. November: Mayk Bullerjahn, deutscher Fußballspieler
- 02. November: Udo Wagner, deutscher Florettfechter
- 03. November: Luděk Čajka, tschechischer Eishockeyspieler († 1990)
- 04. November: Hennadij Awdjejenko, sowjetischer Hochspringer und Olympiasieger
- 04. November: Mike Heidt, deutsch-kanadischer Eishockeyspieler
- 04. November: Horacio Elizondo, argentinischer Fußballschiedsrichter
- 05. November: Jean-Pierre Papin, französischer Fußballspieler
- 07. November: John Barnes, englischer Fußballspieler

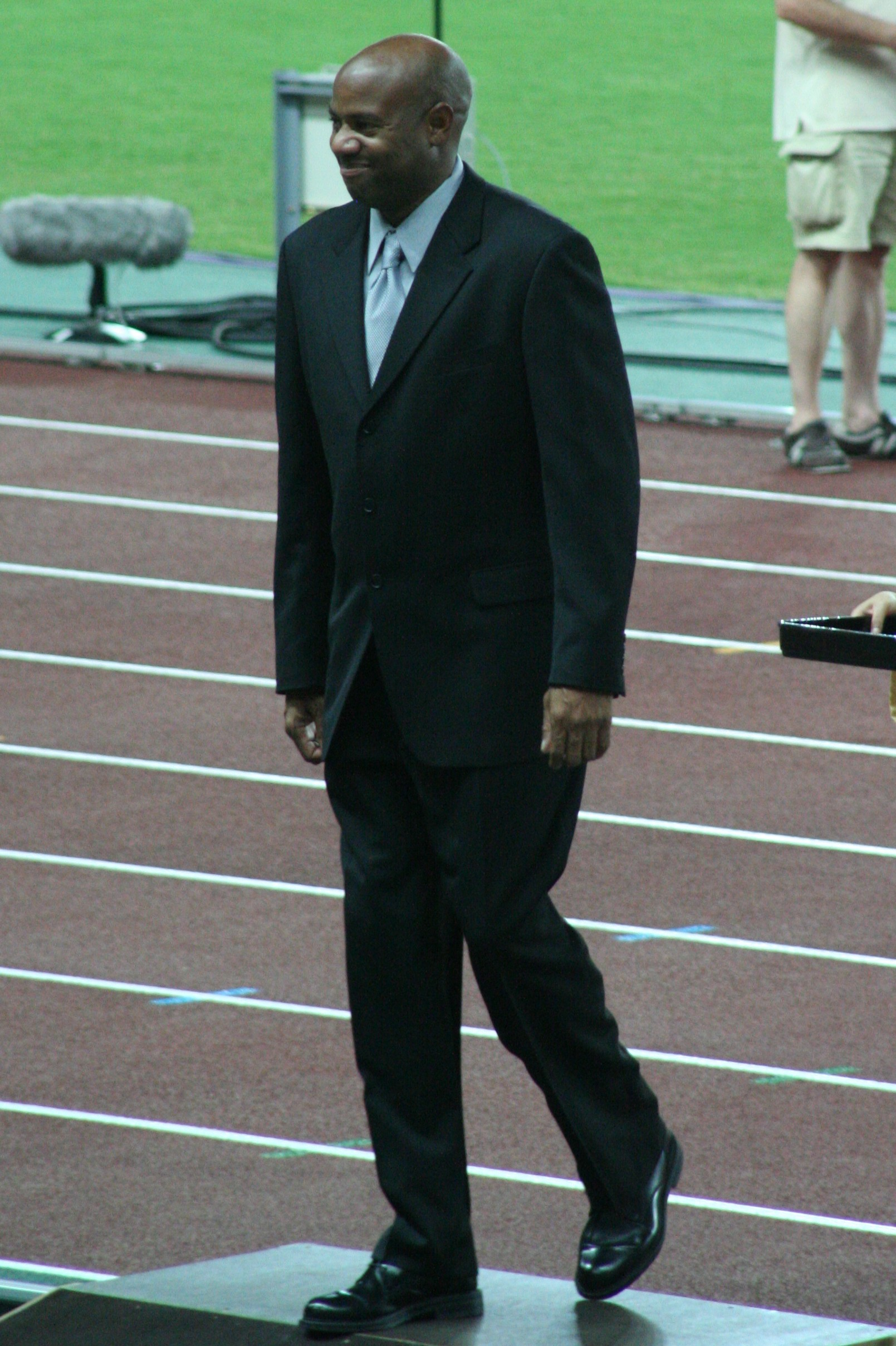
Mike Powell

- 10. November: Mike Powell, US-amerikanischer Leichtathlet
- 11. November: Holger Winselmann, deutscher Handballspieler
- 12. November: Michail Krawez, russischer Eishockeyspieler und -trainer
- 14. November: Skënder Gega, albanischer Fußballspieler
- 14. November: Michał Krasenkow, polnischer Schachspieler
- 16. November: Dietmar Beiersdorfer, deutscher Fußball-Funktionär und -spieler
- 17. November: Elisabeth Kirchler, österreichische Skirennläuferin
- 18. November: Len Bias, US-amerikanischer Basketballspieler († 1986)
- 18. November: Peter Schmeichel, dänischer Fußballspieler
- 19. November: Eduard Abazi, albanischer Fußballspieler
- 21. November: Michail Mamiaschwili, sowjetischer Ringer und Olympiasieger
- 21. November: Dave Molyneux, britischer Motorradrennfahrer und -konstrukteur
- 25. November: Dirk Römer, deutscher Fußballspieler
- 26. November: Richard Ratka, deutscher Handballspieler und Handballtrainer
- 30. November: Marc Rostan, französischer Automobilrennfahrer

### Dezember
- 01. Dezember: Marco Greco, brasilianischer Automobilrennfahrer
- 04. Dezember: Jozef Sabovčík, slowakischer Eiskunstläufer

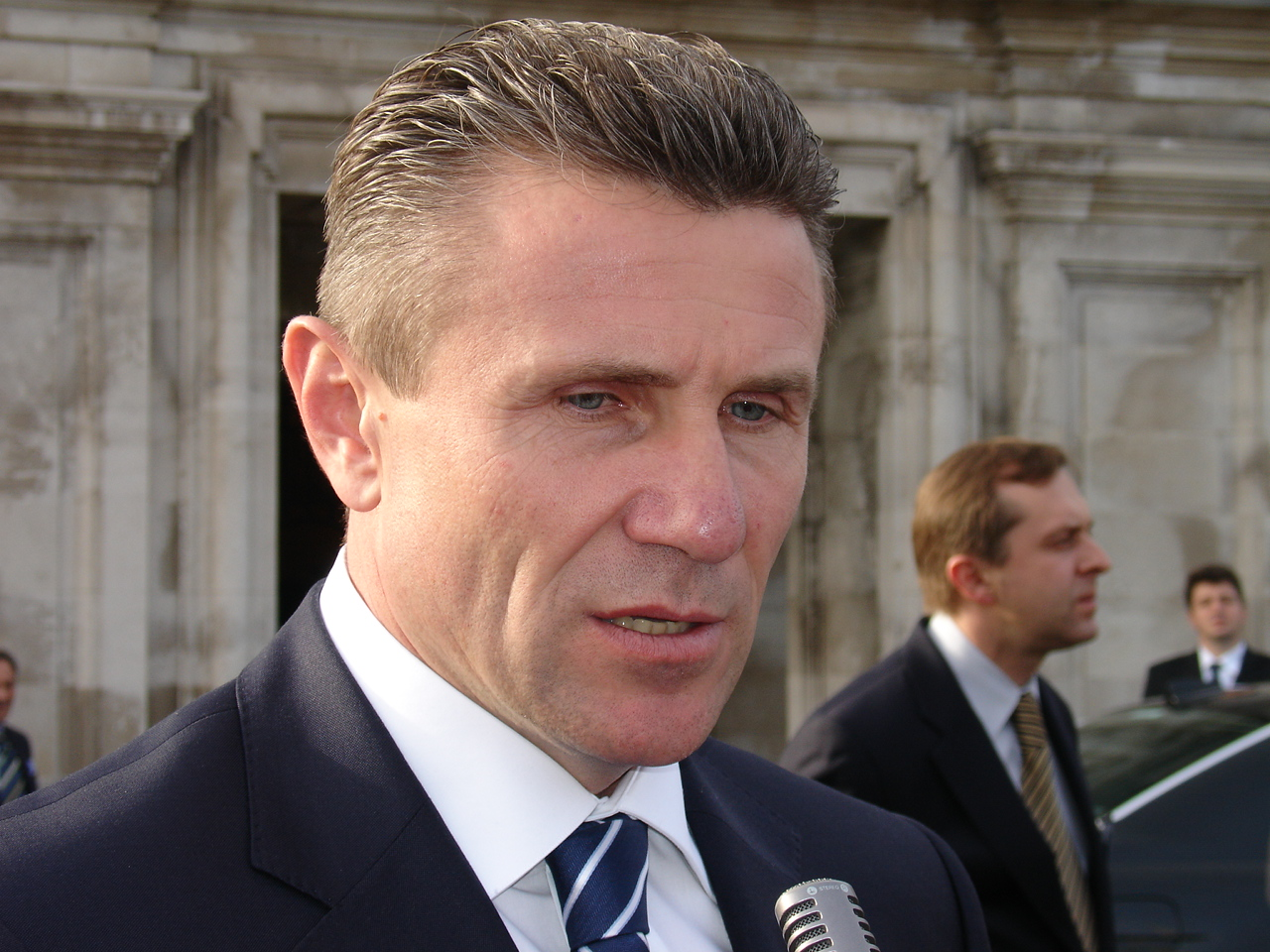
Serhij Bubka

- 04. Dezember: Serhij Bubka, sowjetischer und ukrainischer Stabhochspringer
- 05. Dezember: Eddie Edwards, britischer Skispringer
- 06. Dezember: Debbie Armstrong, US-amerikanische Skirennläuferin
- 07. Dezember: Sergej Prjachin, russischer Eishockeyspieler und -trainer
- 08. Dezember: Rüdiger Borchardt, deutscher Handballspieler und -trainer
- 11. Dezember: Claudia Kohde-Kilsch, deutsche Tennisspielerin
- 12. Dezember: Enrique Leite, uruguayischer Schwimmer und Kajakfahrer
- 14. Dezember: Diana Gansky, deutsche Leichtathletin
- 14. Dezember: Walter Gugele, österreichischer Skirennläufer
- 15. Dezember: Lilija Nurutdinowa, russische Mittelstreckenläuferin
- 16. Dezember: Kerstin Spittler, deutsche Ruderin
- 20. Dezember: Mats Gren, schwedischer Fußballtrainer und Fußballspieler
- 22. Dezember: Mathias Ahrens, deutscher Feldhockeytrainer
- 22. Dezember: Giuseppe Bergomi, italienischer Fußballspieler
- 23. Dezember: Jim Harbaugh, US-amerikanischer American-Football-Spieler und -Trainer
- 26. Dezember: Linda Keough, britische Sprinterin
- 31. Dezember: Ahmed Almaktoum, Sportschütze aus den Vereinigten Arabischen Emiraten

### Datum unbekannt
- Candelario Duvergel, kubanischer Boxer († 2016)
- Jens Martin, deutscher Sportmediziner

## Gestorben

### Januar
- 02. Januar: Fernando Altimani, italienischer Geher (* 1893)
- 06. Januar: Ezio Roselli, italienischer Turner (* 1896)
- 07. Januar: Erik Lundqvist, schwedischer Leichtathlet (* 1908)
- 09. Januar: Samuel Bellah, US-amerikanischer Leichtathlet (* 1887)
- 09. Januar: Paul De Backer, belgischer Schwimmer (* 1894)
- 13. Januar: Henry Thomas, britisch-US-amerikanischer Boxer (* 1888)
- 15. Januar: Fred Allen, US-amerikanischer Weitspringer (* 1890)
- 15. Januar: Léon Derny, französischer Automobil- und Motorradrennfahrer (* 1881)
- 17. Januar: Henri Masson, französischer Fechter (* 1872)
- 19. Januar: Clement Smoot, US-amerikanischer Golfspieler (* 1884)
- 21. Januar: Ingar Nielsen, norwegischer Segler (* 1885)
- 22. Januar: József Nagy, ungarischer Fußballspieler und -trainer (* 1892)
- 24. Januar: Léon Delsarte, französischer Turner (* 1893)
- 25. Januar: József Berkes, ungarischer Turner (* 1890)
- 27. Januar: Sándor Kleckner, ungarischer Ruderer, Sportschütze und Fechter (* 1885)
- 28. Januar: Gustave Garrigou, französischer Radrennfahrer (* 1884)

### Februar
- 01. Februar: Herman Helgesen, norwegischer Turner (* 1889)
- 11. Februar: Karl Frederick, US-amerikanischer Sportschütze (* 1881)
- 13. Februar: Gloria Russell, US-amerikanische Leichtathletin (* 1912)
- 15. Februar: Agostino Lanfranchi, italienischer Skeletonpilot und Bobfahrer (* 1892)
- 19. Februar: Fritz Becker, deutscher Fußballspieler (* 1888)
- 20. Februar: Allan Eriksson, schwedischer Leichtathlet (* 1894)
- 000Februar: Oscar Olson, US-amerikanischer Gewichtheber und Tauzieher (* 1878)

### März
- 02. März: Gaetano Preti, italienischer Turner (* 1891)
- 11. März: Rhoda Rennie, südafrikanische Schwimmerin (* 1905)
- 13. März: George Nevinson, britischer Wasserballspieler (* 1882)
- 13. März: Edvin Paulsen, norwegischer Turner (* 1889)
- 15. März: Bill Adams, englischer Fußballspieler (* 1902)
- 17. März: Allan Woodman, kanadischer Eishockeyspieler (* 1899)
- 20. März: Erwin Kern, deutscher Leichtathlet (* 1888)
- 21. März: Josef Gauchel, deutscher Fußballspieler (* 1916)
- 22. März: Cilly Aussem, deutsche Tennisspielerin (* 1909)
- 26. März: Herbert Gidney, US-amerikanischer Hochspringer (* 1881)
- 28. März: Antonius Bouwens, niederländischer Sportschütze (* 1876)

### April
- 01. April: Reinier Beeuwkes, niederländischer Fußballspieler (* 1884)
- 03. April: Alma Richards, US-amerikanischer Leichtathlet (* 1890)
- 04. April: Denis Shore, südafrikanischer Leichtathlet (* 1915)
- 06. April: Eduard Schönecker, österreichischer Fußballspieler und Leichtathlet (* 1885)
- 06. April: Hans-Heinrich Sievert, deutscher Leichtathlet und Sportfunktionär (* 1909)
- 11. April: Arthur Jonath, deutscher Leichtathlet (* 1909)
- 11. April: Henryk Reyman, polnischer Fußballspieler und -trainer (* 1897)
- 17. April: Bobby Graham, britischer Leichtathlet (* 1909)
- 18. April: Carl Galle, deutscher Leichtathlet (* 1872)
- 18. April: Adriaan Koonings, niederländischer Fußballspieler (* 1895)
- 19. April: Ramón Berdomás, spanischer Schwimmer und Wasserballspieler (* 1900)
- 20. April: Bertil Tallberg, finnischer Segler (* 1883)
- 22. April: Calvin Bricker, kanadischer Leichtathlet (* 1884)
- 22. April: Robert Kennedy, irischer Hockeyspieler (* 1880)
- 23. April: Jean-Baptiste Manhès, französischer Leichtathlet (* 1897)
- 28. April: Thomas Churchill, US-amerikanischer Leichtathlet (* 1908)

### Mai
- 02. Mai: Duncan Gillis, kanadischer Hammer- und Diskuswerfer (* 1883)
- 03. Mai: Arturs Zeiberliņš, lettischer Radrennfahrer (* 1897)
- 04. Mai: Kenneth Pridie, britischer Kugelstoßer und Diskuswerfer (* 1906)
- 05. Mai: Paul Feierstein, luxemburgischer Fußballspieler und -trainer (* 1903)
- 08. Mai: Ambrogio Levati, italienischer Turner (* 1894)
- 12. Mai: Bobby Kerr, kanadischer Leichtathlet, Olympiasieger und Sportfunktionär (* 1882)
- 15. Mai: Beaufort Burdekin, britischer Ruderer (* 1891)
- 20. Mai: Euphrasia Donnelly, US-amerikanische Schwimmerin (* 1905)
- 22. Mai: Fritz Weinzinger, österreichischer Leichtathlet (* 1890)
- 23. Mai: Hans Thomson, deutscher Fechter (* 1888)
- 28. Mai: Allan Franck, finnischer Segler (* 1888)

### Juni
- 01. Juni: Ambrogio Robecchi, italienischer Radrennfahrer (* 1870)
- 02. Juni: Ivan Bek, jugoslawisch-französischer Fußballspieler (* 1909)
- 03. Juni: Henrik Hajós, ungarischer Schwimmer und Fußballspieler (* 1886)
- 03. Juni: Edmond Decottignies, französischer Gewichtheber (* 1893)
- 03. Juni: Dick MacNeill, niederländischer Fußballtorhüter (* 1898)
- 08. Juni: István Somodi, ungarischer Hoch- und Weitspringer (* 1885)
- 10. Juni: Realf Robach, norwegischer Turner (* 1885)
- 12. Juni: Zygmunt Heljasz, polnischer Leichtathlet (* 1908)
- 13. Juni: Olav Bjørnstad, norwegischer Ruderer (* 1882)
- 14. Juni: Paul Nettelbeck, deutscher Leichtathlet und Radrennfahrer (* 1889)
- 15. Juni: Christian Heins, brasilianischer Automobilrennfahrer (* 1935)
- 17. Juni: Eugen Lunde, norwegischer Segler (* 1887)
- 18. Juni: Leonidas Zarifis, griechischer Tennisspieler (* 1884)
- 20. Juni: Erling Vinne, norwegischer Dreispringer (* 1892)
- 21. Juni: Ernest Larner, britischer Geher (* 1880)
- 22. Juni: Sven Rosén, schwedischer Turner (* 1887)
- 24. Juni: Alan Titherley, englischer Badmintonspieler (* 1903)
- 30. Juni: Erling Aastad, norwegischer Leichtathlet (* 1898)

### Juli
- 11. Juli: Christian Deubler, deutsch-US-amerikanischer Kunstturner (* 1880)
- 11. Juli: Paal Kaasen, norwegischer Segler (* 1883)
- 20. Juli: Ilmari Pernaja, finnischer Turner (* 1892)
- 21. Juli: Bohumil Modrý, tschechoslowakischer Eishockeytorhüter (* 1916)
- 25. Juli: Charles Moss, britischer Radrennfahrer (* 1882)
- 25. Juli: Frederick Pitman, britischer Ruderer (* 1892)
- 27. Juli: Trygve Bøyesen, norwegischer Turner (* 1886)
- 28. Juli: Gerard Gratton, kanadischer Gewichtheber (* 1927)

### August
- 01. August: Sigurd Holter, norwegischer Segler (* 1886)
- 02. August: Giacomo Carlini, italienischer Leichtathlet (* 1904)
- 02. August: Thorstein Johansen, norwegischer Sportschütze (* 1888)
- 03. August: Lambertus Benenga, niederländischer Schwimmer (* 1886)
- 03. August: Luís Silva, portugiesischer Springreiter (* 1902)
- 06. August: Sophus Nielsen, dänischer Fußballspieler (* 1888)
- 09. August: Adolf Davids, deutscher Radsportler und Fechter (* 1867)
- 10. August: Orus Jones, US-amerikanischer Golfspieler (* 1867)
- 11. August: David Robertson, britischer Radsportler (* 1883)
- 11. August: Otto Wahle, österreichischer Schwimmer (* 1879)
- 13. August: Louis Bastien, französischer Bahnradsportler und Fechter (* 1881)
- 14. August: Eric Carlberg, schwedischer Sportschütze, Fechter und Pentathlet (* 1880)
- 16. August: Edward Hagen, US-amerikanischer Handballspieler (* 1908)
- 20. August: Benjamin Jones, britischer Radrennfahrer (* 1882)
- 22. August: Augustus Goessling, US-amerikanischer Schwimmer und Wasserballspieler (* 1878)
- 24. August: Hooley Smith, kanadischer Eishockeyspieler (* 1903)
- 30. August: Horatio Poulter, britischer Sportschütze (* 1877)

### September
- 05. September: Hans Granfelt, schwedischer Fechter und Leichtathlet (* 1897)
- 06. September: Vladimir Aïtoff, französischer Rugby-Union-Spieler (* 1879)
- 10. September: Georges Schneider, Schweizer Skirennfahrer (* 1925)
- 12. September: László Széchy, ungarischer Fechter (* 1891)
- 13. September: Victor Duvant, französischer Turner (* 1889)
- 14. September: Harry Sørensen, dänischer Turner (* 1892)
- 15. September: Charles Winslow, südafrikanischer Tennisspieler (* 1888)
- 22. September: Georg Braun, österreichischer Fußballspieler und -trainer (* 1907)
- 24. September: Peter Craven, britischer Speedwayfahrer (* 1934)
- 26. September: Otto Christman, kanadischer Fußballspieler (* 1880)
- 29. September: Franz Horn, deutscher Fußballspieler (* 1904)
- 000September: Jupp Fileborn, deutscher Tischtennisspieler (* unbekannt)

### Oktober
- 03. Oktober: Bobby McDermott, US-amerikanischer Basketballspieler (* 1914)
- 04. Oktober: Voitto Kolho, finnischer Sportschütze (* 1885)
- 15. Oktober: Horton Smith, US-amerikanischer Golfspieler und Golfsportfunktionär (* 1908)
- 20. Oktober: Ruggero Maregatti, italienischer Leichtathlet (* 1905)
- 20. Oktober: Jean-Pierre Thommes, luxemburgischer Kunstturner (* 1890)
- 20. Oktober: Einar Thulin, schwedischer Leichtathlet (* 1896)
- 24. Oktober: Désiré Beaurain, belgischer Fechter (* 1881)

### November
- 02. November: Franz Lemnitz, deutscher Radrennfahrer (* 1890)
- 03. November: Boris Kostić, serbischer Schachspieler (* 1887)
- 05. November: Eduard Krüger, deutscher Springreiter (* 1893)
- 07. November: David Carnegie, britischer Skisportler (* 1901)
- 13. November: Ethel Seymour, britische Turnerin (* 1897)
- 14. November: Nils Robert Hellsten, schwedischer Turner (* 1885)
- 17. November: Peco Bauwens, deutscher Fußballspieler (* 1886)
- 18. November: Edgar Beyn, deutscher Regattasegler (* 1894)
- 19. November: Henry Richardson, US-amerikanischer Bogenschütze (* 1889)
- 000November: Sepp Müller, deutscher Motorradrennfahrer (* 1906)

### Dezember
- 02. Dezember: Jakob Erstad, norwegischer Turner (* 1898)
- 14. Dezember: Hans Abraham, deutscher Gewichtheber (* 1886)
- 15. Dezember: Otto Fickeisen, deutscher Ruderer (* 1879)
- 17. Dezember: William Foster, britischer Schwimmer (* 1890)
- 17. Dezember: Amedée Rossi, französischer Automobilrennfahrer (* 1896)
- 19. Dezember: William Remington, US-amerikanischer Leichtathlet (* 1879)
- 19. Dezember: Ingolf Rød, norwegischer Segler (* 1889)
- 20. Dezember: Roger Plaxton, kanadischer Eishockeyspieler (* 1904)
- 22. Dezember: Gian Giorgio Trissino, italienischer Reiter (* 1877)
- 25. Dezember: Heiner Fleischmann, deutscher Motorradrennfahrer (* 1914)
- 25. Dezember: André Tison, französischer Leichtathlet (* 1885)
- 27. Dezember: Sigvard Sivertsen, norwegischer Turner (* 1881)
- 27. Dezember: Wildcat Wilson, US-amerikanischer American-Football-Spieler (* 1901)
- 28. Dezember: Gustave Amoudruz, Schweizer Sportschütze (* 1885)

### Datum unbekannt
- Robert Atherley, englischer Fußballspieler (* 1878)
- John Fitzgerald, kanadischer Mittel- und Langstreckenläufer (* 1886)
- Rem Fowler, britischer Motorradrennfahrer (* 1883)
- Louis Huybrechts, belgischer Regattasegler (* 1875)
- Louis Ségura, spanisch-französischer Kunstturner (* 1889)
- Harry Van Bergen, US-amerikanischer Segler (* 1871)